# SCANDAL (日本のバンド)
SCANDAL（スキャンダル）は、日本のガールズロックバンド。所属事務所はROOFTOP。レーベルはColourful Records内プライベートレーベルのher。2023年8月21日のライブ内にて「同一メンバーによる最長活動女性ロックバンド」としてギネス世界記録に認定された。

## メンバー
| 名前              | 生年月日              | 血液型 | 出身地 | 担当楽器           |
| ----------------- | --------------------- | ------ | ------ | ------------------ |
| HARUNA （ハルナ） | 1988年8月10日（36歳） | A型    | 愛知県 | ボーカル・ギター   |
| MAMI （マミ）     | 1990年5月21日（35歳） | AB型   | 愛知県 | ギター・ボーカル   |
| TOMOMI （トモミ） | 1990年5月31日（35歳） | A型    | 兵庫県 | ベース・ボーカル   |
| RINA （リナ）     | 1991年8月21日（33歳） | B型    | 奈良県 | ドラムス・ボーカル |

## 経歴

### 結成

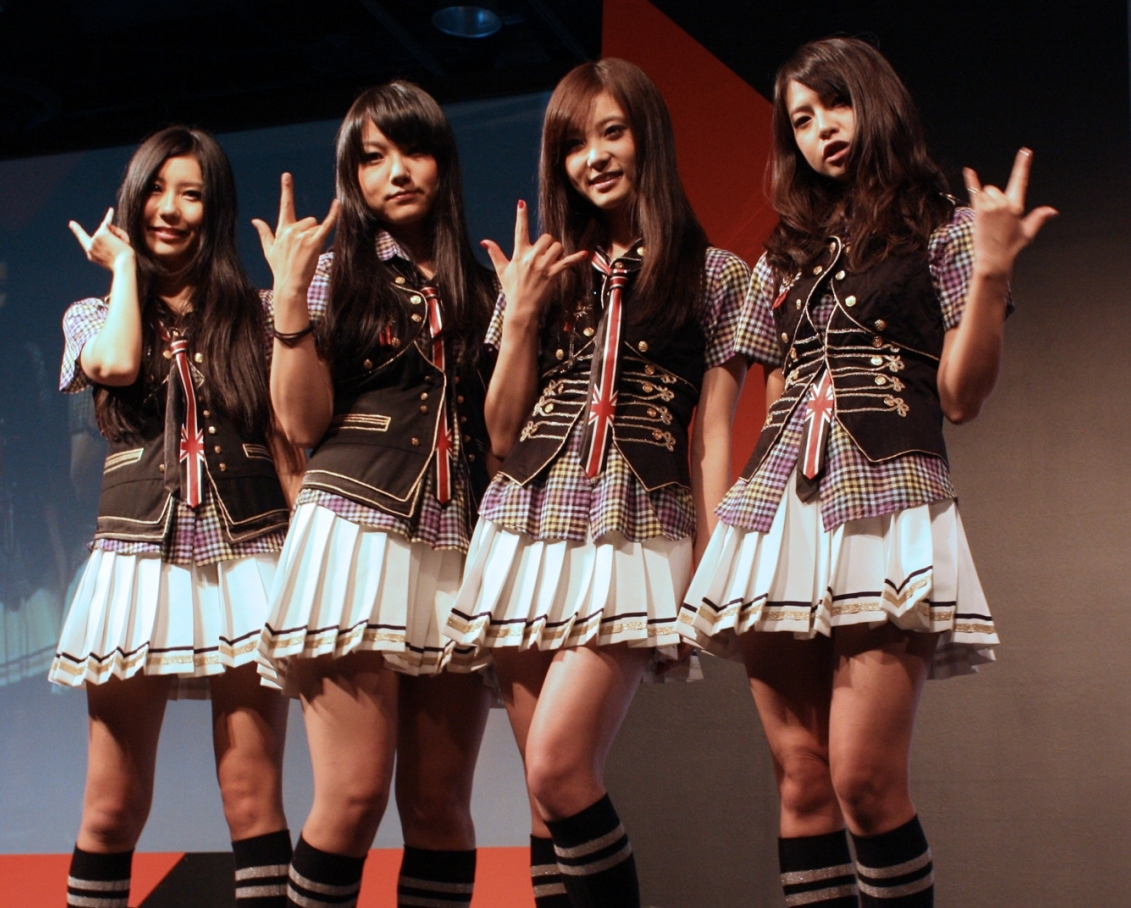
Scandal at アニメフェスティバル・アジア 2010 in Singapore.
結成当初は女子高生学生服の衣装

2006年8月21日にキャレスボーカル&ダンススクール大阪校所属のTOMOMIとRINA、名古屋校所属のHARUNAとMAMIの4名で結成した。通う学校は異なったが、HARUNAとTOMOMIは顔見知り程度の面識はあった。スクール講師の「楽器をやってみないか?」という誘いをきっかけに楽器を始める。「ダンススクールの中での楽器演奏レッスン」というシチュエーションでは、興味を持続できず途中でやめた生徒が多い中、継続できたのがこの4人だった。「SCANDAL」というバンド名は、現在もダンススクールの近くにある風俗店の店名に由来する。
結成後間もなく、路上パフォーマンスが多く行われる大阪城公園（城天ストリート）でのストリートライブを行い、関西地方のライブハウスでもライブを行うようになる。2007年に、PSP用ゲーム『スターオーシャン2 Second Evolution』のテーマソングの担当に抜擢される。

### インディーズ・デビュー
- 2008年3月3日に、タワーレコード限定インディーズシングル第一弾として「スペースレンジャー」を1,000枚発売し、キティライツ&エンターテインメントからインディーズデビューした。同作はTOWERインディーズチャートで初登場2位を獲得した。“現役女子高生バンド”と話題になる[10]。3月下旬、結成約2年目でアメリカのシアトルで行われたジャパンカルチャーフェスティバル『Sakura-Con 2008』に出演した。そして全米6都市でツアーも開催し、計7,000人以上を動員した。
- 4月4日にタワーレコード限定インディーズシングル第2弾として「恋模様」を2,000枚発売し、TOWERインディーズチャート初登場1位を獲得。5月5日には、タワーレコード限定インディーズシングル第三弾として「カゲロウ」を2,000枚発売し、TOWERインディーズチャート初登場1位を獲得。
- 7月にフランスで開催された世界最大のジャパンカルチャーフェスティバル『Japan Expo』に出演した。8月1日・2日には、香港で開催されたアジア最大のジャパンカルチャーフェスティバル『第10回アニメコンベンション&ゲームス香港』に出演した。翌3日の別イベントでは物販が完売となった[11]。
- 8月8日にインディーズミニアルバム『YAH!YAH!YAH! HELLO SCANDAL』を発売し、TOWERレコードJ-POPアルバムチャート2位を獲得。
- 8月18日 - 29日にインディーズデビュー後初の全国ツアー『SCANDAL ライブツアー- Give me P.P. Tour 2008 -』を開催。
- 10月2日に初のラジオ番組『SCANDALのド〜ン。』が文化放送で放送開始（ - 2009年9月）。

### メジャー・デビュー
- 2008年10月22日にエピックレコードジャパンから1stシングル「DOLL」でメジャー・デビューした。この曲は、FMラジオ・AMラジオ・CS放送40局でパワープレイを獲得。24日には、メジャー・デビュー3日目で『ミュージックステーション』に出演[12]。
- 10月25日にメジャー・デビュー後初のフリーライブをKDDIデザイニングSTUDIOで開催した。当日用意された整理券240枚が即時配布終了となり、整理券を入手できなかったファンのために特別モニターが会場に用意された[13]。同日にはデビュー4日目で『ミュージックフェア』に出演[12]。

### 2009年
- 3月4日にTOMOMIとMAMIの高校卒業に合わせ、2ndシングル「SAKURAグッバイ」を発売。
- 6月16日に原宿KDDIデザイニングSTUDIOで、3rdシングル「少女S」発売記念イベント「集まれ!少女S!!」を開催。イベントの当選倍率は100倍に達し、約500人のファンが集まったのに加え、急遽用意された当日券も3分で配布終了となった[14]。そして翌17日に3rdシングル「少女S」を発売した。 この曲は、アニメ『BLEACH』のオープニングテーマとなり、PVの監督を芸人の品川ヒロシが務めたことで話題となる[15]。
- 10月14日に4thシングル「夢見るつばさ」を発売。
- 10月21日に1stアルバム『BEST★SCANDAL』を発売。オリコンアルバム週間ランキング初登場5位を獲得し、1stアルバムのトップ5入りはガールズバンドとしてはZONE以来7年ぶりとなった。
- 12月4日 - 24日にメジャー・デビュー後初のライブツアー『ファーストワンマンライブツアー』を開催。
- 12月30日の第51回輝く!日本レコード大賞で新人賞を受賞。

### 2010年
- 2月3日に5thシングル「瞬間センチメンタル」を発売。
- 2月28日のSCANDAL主催イベント『バンドやろうよ!!』(Shibuya eggman)を開催。
- 3月23日 - 4月10日にライブツアー『SCANDAL 〜瞬間サクラゼンセンTOUR〜 2010 SPRING』を開催。
- 4月21日にZONEのカバー曲「secret base 〜君がくれたもの〜」の着うた配信を開始した。この日のレコチョク着うたデイリーランキングで3位、JOYSOUND（歌詞）デイリーランキングでは1位を獲得した。ダウンロード数も10万を超えレコチョク着うた週間ランキングでは5位を獲得した。
- 6月2日に6thシングル「太陽と君が描くSTORY」を発売。
- 6月30日に初のLIVE DVD『SCANDAL FIRST LIVE - BEST★SCANDAL 2009 -』を発売。
- 7月2日にTBSで初の音楽レギュラー番組『私的音楽事情』が放送開始（全13回）。
- 7月28日に7thシングル「涙のリグレット」を発売した。
- 7月31日に香港コンベンション&エキシビションセンターで開催されたアジア最大級のアニメ・フェス「第12回ACGHK2010香港動漫電玩節」（7月31日 - 8月3日）にトリで出演した。翌8月1日には、HITEC（香港国際貿易センター）でワンマンライブを開催。チケットは完売となり、同日多くの地元メディアからの取材も受けた。
- 8月11日に2ndアルバム『TEMPTATION BOX』を発売。オリコンウィークリーランキング初登場3位を記録した。
- 8月21日にオフィシャルファンクラブ『SCANDAL MANIA』を発足。この日はSCANDALの結成記念日である。
- 8月28日には主題歌を担当し、声優にも初挑戦した劇場アニメ『ルー=ガルー』が公開。7月29日の新宿バルト9での先行プレミアに続き、公開初日・2日目には全国4劇場での舞台挨拶に立った。
- 9月18日 - 10月2日はライブツアー『SCANDAL TEMPTATION BOX TOUR 2010 〜YEAH!って言えいっ!〜』を開催。
- 10月6日に8thシングル「スキャンダルなんかブッ飛ばせ」を発売。
- 11月7日に『SCANDAL×teena コピーバンド・ヴォーカリストコンテスト』（高田馬場ESP学園）の決勝大会に出演。応募総数352組の中から選抜された7組が、SCANDALと同じステージに立った。
- 11月14日にはシンガポール最大級の日本アニメのイベント『ANIME FESTIVAL ASIA 2010』に出演し、約3,000人の現地ファンを前に演奏した。

### 2011年
- 2月9日に9thシングル「Pride」を発売。
- 3月16日に2nd LIVE DVD『EVERY BODY SAY YEAH!-TEMPTATION BOX TOUR 2010-ZEPP TOKYO』を発売。
- 4月20日に10thシングル「ハルカ」を発売。
- 5月3日 - 6月8日に『SCANDAL LIVE TOUR 2011 Dreamer』を開催。
- 6月26日に「バンドやろうよ!! Vol.2」(SHIBUYA-AX)開催。
- 7月21日に11thシングル「LOVE SURVIVE」を発売。
- 8月10日に3rdアルバム『BABY ACTION』を発売。
- 9月28日にミュージック・ビデオ集『VIDEO ACTION』を発売。
- 10月13日 - 12月1日は初のホール・ツアー『SCANDAL VIRGIN HALL TOUR 2011 BABY ACTION』を開催。

### 2012年
- 2月22日に12thシングル「HARUKAZE」を発売。
- 3月7日にバンド初のベスト・アルバム『SCANDAL SHOW』を発売。
- 3月28日にガールズバンド史上最速の結成から5年7か月で、日本武道館でのワンマンライブ公演『SCANDAL vs BUDOKAN』を開催。
- 5月19日 - 6月17日に『SCANDAL LIVE IDO LIVE TOUR 2012』を開催。
- 7月11日に13thシングル「太陽スキャンダラス」を発売。
- 7月16日に「バンドやろうよ!! Vol.3」(SHIBUYA-AX)開催。ステージには4つのバンドセットが用意され、SCANDAL・FLiP・ステレオポニー・7!!が交互に楽曲を演奏した[16]。
- 7月20日に原宿で「SCANDAL SHOP」を開店（営業は8月31日まで）。
- 8月26日に大阪城天ストリートでフリーライブを開催。2013年3月3日に大阪城ホールでワンマンライブを開催することを発表した。
- 9月12日に14thシングル「ピンヒールサーファー」を発売。
- 9月26日に4thアルバム『Queens are trumps -切り札はクイーン-』を発売。
- 10月22日には「サティスファクション」がTVCM曲に抜擢された「Microsoft Windows 8」のCMが放送開始[17]。

### 2013年
- 1月19日は横浜BLITZで、ファンクラブ会員限定ライブ「S(CANDAL) M(ANIA) SONIC 2013 -Hello,New Year-」を開催。
- 2月6日にカップリング・ベスト・アルバム『ENCORE SHOW』を発売。オリコンデイリーランキングで初となる1位を獲得。ウィークリーランキングでも初登場3位を記録した。
- 3月3日にSCANDALとして夢であり目標であった大阪城ホールで、初の（関西地区）ワンマンライブ『Wonderful Tonight』を開催。約10,000人を動員し、バンド史上最大規模の単独公演となった。
- 5月22日に15thシングル「会わないつもりの、元気でね」を発売。
- 8月14日に16thシングル「下弦の月」を発売。
- 9月18日に17thシングル「OVER DRIVE」を発売。
- 10月2日に5thアルバム『STANDARD』を発売。

### 2014年
- 1月10日から17日まで、SCANDAL MANIA（ファンクラブ）限定のクアトロツアーを行った。SCANDALのインディーズ時代も含めた全100曲の中からファン投票によって選ばれた曲上位10曲と、HARUNAがライブ中に引いたくじの順位の曲（当然、全会場異なる曲を演奏した）、その他にもメンバーが選んだと思われる曲を演奏した。
- 2月12日に、T.M.Revolutionとのスプリット・シングル「Count ZERO/Runners high」を発売。
- 4月23日に18thシングル「Departure」を発売。
- 6月22日に大阪城ホールで2度目のワンマンライブを開催（『SCANDAL ARENA LIVE 2014 ｢360ﾟ｣』）[18]。28日・29日には横浜アリーナで初の（関東地区）ワンマンライブを開催（『SCANDAL ARENA LIVE 2014 ｢FESTIVAL｣』）[18]。
- 7月16日に19thシングル「夜明けの流星群」を発売。
- 9月14日 - 19日（東京）・23日 - 28日（大阪）にかけて、『SCANDAL LIVE HOUSE "10"DAYS ｢急に来てもらってゴメン。2014 ～新曲やるから聴いてよ～｣』を開催した。堂島リバーフォーラム（大阪府）で開催された千秋楽に於いて、来年（日本では、2015年1月24日から4月19日まで史上最多公演数となる全31公演。）、『SCANDAL WORLD TOUR 2015「HELLO WORLD」』（日本・アメリカ・フランス・イギリス・香港・台湾）を開催すると発表した。
- 11月19日に20thシングル「Image」を発売。
- 12月3日に6thアルバム『HELLO WORLD』を発売。

### 2015年
- 1月24日から5月29日にかけて、世界8カ国10都市の海外公演を合わせ、 計8万人動員規模の初のワールドツアー『SCANDAL WORLD TOUR 2015「HELLO WORLD」』を開催。
- 7月22日に21stシングル「Stamp!」を発売。
- 9月9日に22ndシングル「Sisters」を発売。
- 10月17日に2015年初のワールドツアーから世界8カ国10公演に完全密着したドキュメント映画『SCANDAL Documentary film「HELLO WORLD」』が公開。[19]。
- 10月28日、トルコのイスタンブールで行われたABU TV ソング・フェスティバル2015に日本代表で出場、「Sisters」を披露した[20]。
  - そのトルコを訪れた際、トルコを代表するパーカッション奏者のブルハン・オチャル（トルコ語版）に会い、セッションをした。その模様がNHKで放送された[21]。
- 12月9日から翌年1月13日にかけて『SCANDAL ARENA TOUR 2015-2016 「PERFECT WORLD」』を開催。

### 2016年
- 2月3日に発売された片平里菜のアルバム「最高の仕打ち」収録曲「Party」のプロデュース・編曲・演奏を手掛ける。
- 3月2日に7thアルバム『YELLOW』を発売。オリコンウィークリーランキングで初登場2位を記録し、自己最高位を更新した。
- 4月13日から6月28日にかけて、『SCANDAL TOUR 2016「YELLOW」』を開催。
  - なお、当初5月19日・20日に開催が予定されていた大阪・なんばHatch公演は、MAMIの体調不良のため、6月27日・28日に延期された[22]。
- 7月27日に23rdシングル「テイクミーアウト」を発売。
- 8月21日に結成10周年を記念し、泉大津フェニックスで 『SCANDAL 10th ANNIVERSARY FESTIVAL「2006-2016」』を開催。この際、ファンの人気投票によるベスト・アルバムを発売すること、および47都道府県を回るツアーを開催することを発表した。
- 9月10日から9月25日にかけて、『SCANDAL TOUR 2016「YELLOW」IN EUROPE』を開催。
- 10月30日から11月27日にかけて、SCANDAL MANIA限定のツアー『SCANDAL MANIA TOUR 2016』を開催。
- 12月25日に3年ぶりとなるクリスマスライブ『帰ってきたBEST★Xmas』を開催。

### 2017年
- 2月15日にファン投票によるベスト・アルバム『SCANDAL』を発売、3月11日から7月11日まで「SCANDALの47都道府県ツアー」を開催。
- 9月13日に発売された東京パフォーマンスドールのアルバム『Summer Glitter』収録曲「Glitter」の作詞をRINAが担当した[23]。
- 10月6日から10月21日にかけて、初の東名阪対バンツアー『SCANDAL TOUR 2017「SCANDALの対バンツアー」』を開催。
- 10月22日に初の配信限定シングル「恋するユニバース」をリリースした。
- 11月には日本人女性アーティスト初として、HARUNA、MAMI、TOMOMIの3人がFender社とのエンドース契約を果たす。
- 11月15日に発売された夢みるアドレセンスのシングル「20xx / Exceeeed!!」表題曲「Exceeeed!!」の作詞・作曲をMAMIが担当した。

### 2018年
- 2月14日、8thアルバム『HONEY』発売、3月3日よりホールツアー「SCANDAL TOUR 2018 "HONEY"」開催[24]。なお、このツアーの初日となる3月3日の埼玉県・三郷市文化会館公演において、オフィシャル先行販売の際に誤って実際のチケット枚数以上の当選数を出していたことが発覚し、当該販売をやり直すことが1月12日に発表された[25]。
- 9月5日から9月16日にかけて、『SCANDAL from JAPAN US & Mexico Tour 2018 「Special Thanks」』を開催。
- 11月2日から11月21日にかけて、『SCANDAL TOUR 2018 "感謝祭"』を開催。
- 12月24日にマイナビBLITZ赤坂にてクリスマスライブ『BEST★Xmas2018』を開催。同ライブでSCANDALのプライベートレーベル「her」の設立を発表した。

### 2019年
- 3月27日にSCANDALのプライベートレーベル「her」設立後初のシングルにあたる24thシングル「マスターピース/まばたき」を発売。
- 3月30日から4月7日にかけて、SCANDAL MANIA限定のツアー『SCANDAL MANIA TOUR 2019』を開催。
- 6月1日から7月11日にかけて、SCANDAL TOUR 2019 "Fuzzy Summer Mood"』を開催。
- 8月7日に配信限定シングル「Fuzzy」をリリースした。
- 11月6日に配信限定シングル「最終兵器、君」をリリースした。
- 11月9日から11月17日にかけて、対バンツアー『SCANDAL TOUR 2019 "SCANDALの対バンツアー"』を開催。

### 2020年
- 2月12日にSCANDALのプライベートレーベル「her」設立後初のアルバムにあたる9thアルバム『Kiss from the darkness』を発売。
- 5月27日に新型コロナウイルスによる影響で見合わせていた「Kiss from the darkness」ライブツアー国内公演を、感染拡大防止の為に全て中止することを発表した。それと同時に、バンド結成14周年にあたる8月21日に“Kiss from the darkness” Livestreamとして生配信ライブを行うことを新たに発表した[26]。
- 6月3日に配信限定シングル「Living in the city」をリリースした。
- 7月15日に配信限定シングル「SPICE」をリリースした。
- 8月21日に有料配信ライブ『SCANDAL WORLD TOUR 2020 “Kiss from the darkness” Livestream』を開催。この際、2021年8月21日に大阪城ホールで結成15周年記念ライブを開催することを発表した[27]。
- 12月24日に株式会社ネイキッドとコラボレーションし、「SCANDAL『SEASONS』collaborated with NAKED」を開催[28]。

### 2021年
- 3月3日 25thシングル「eternal」を発売。
- 4月3日から4月28日にかけて、SCANDAL MANIA限定のツアー『SCANDAL MANIA TOUR 2021 request』を開催。
- 6月16日 初のMAMIボーカルとなる26thシングル「アイボリー」を発売。
- 7月12日 Hump Backとのツーマンライブ「強く鳴る音」を Zepp Nambaにて開催。
- 8月21日 結成15周年の記念日に、3度目となる大阪城ホールでのワンマンライブ「SCANDAL 15TH ANNIVERSARY LIVE 『INVITATION』」を開催。コロナ禍のためオンラインでも配信。
- 9月29日 27thシングル「one more time」を発売。
- 10月3日から10月24日にかけて、『SCANDAL TOUR 2021 "SCANDALの対バンツアー"』を開催。

### 2022年
- 1月26日 10thアルバム『MIRROR』を発売。
- 3月12日から『SCANDAL WORLD TOUR 2022 "MIRROR"』を開催。6月までは日本国内、7月には北米、9月にはヨーロッパで公演を行った。
  - 当初3月26日に開催が予定されていたトークネットホール仙台(仙台市民会館)公演は、3月16日に発生した東北地方を中心とする地震の影響を鑑み、5月6日に延期された。また、北米ツアー中にはメンバー全員が新型コロナウイルスに感染し、その時点で残っていた5公演が中止を余儀なくされた。

### 2023年
- 4月7日から5月4日にかけて、『SCANDAL TOUR 2023「unlimited UTOPIA」』を開催。
- 5月10日 28thシングル「Line of sight」を発売。
- 8月21日になんばHatchにて開催した結成17周年記念イベント『世界一』内にて、「同一メンバーによる最長活動ロックバンド（女性）」としてギネス世界記録に認定された[1]。
- 10月4日 29thシングル「ハイライトの中で僕らずっと」を発売。
- 10月8日から10月22日にかけて、『SCANDAL TOUR 2023『感謝祭 vol.2』』を開催。

### 2024年
- 3月20日 11thアルバム『LUMINOUS』を発売。
- 4月2日から6月15日にかけて、『SCANDAL TOUR 2024 “LUMINOUS”』を開催。
- 10月8日から10月22日にかけて、SCANDAL MANIA限定のツアー『SCANDAL MANIA TOUR 2024 “Light＆Shade”』を開催。

### 2025年
- 3月5日 EP『LOVE, SPARK, JOY!』を発売。
- 3月7日から『SCANDAL TOUR 2025 “LOVE, SPARK, JOY!”』を開催。

## バンド名の由来
バンド名のSCANDALは、結成当初使用していた大阪市都島区京橋のスタジオ「BROTHERZ.（現在は閉業）」が入居していたビルの、別の階に入居している老舗セクシーキャバクラの名前が由来である。イベント出演が決定した際まだバンド名がなく、練習後にビルを見たところ、一番大きく光る看板に「スキャンダル」と書かれており、そこからノリでつけたという。
大阪城ホールで初の単独公演を行った前日の2013年3月2日には、「ナース女学院」（「BROTHERZ.」近隣の風俗店。現在は閉店）名義で、大阪市内のライブハウスでシークレットライブを行っている。

## ディスコグラフィ
オリジナル・アルバム
1. BEST★SCANDAL（2009年）
2. TEMPTATION BOX（2010年）
3. BABY ACTION（2011年）
4. Queens are trumps -切り札はクイーン-（2012年）
5. STANDARD（2013年）
6. HELLO WORLD（2014年）
7. YELLOW（2016年）
8. HONEY（2018年）
9. Kiss from the darkness（2020年）
10. MIRROR（2022年）
11. LUMINOUS（2024年）

## タイアップ
| 使用年 | 楽曲                       | タイアップ                                                                                       |
| ------ | -------------------------- | ------------------------------------------------------------------------------------------------ |
| 2007年 | START                      | PSP用ゲームソフト『スターオーシャン2 Second Evolution』主題歌                                    |
| 2008年 | スペースレンジャー         | KBS京都『とことん京のスポーツ』エンディングテーマ                                                |
| 2008年 | 恋模様                     | Cinemusica映画『コラソン de メロン』主題歌                                                       |
| 2008年 | DOLL                       | TBS系『ランク王国』10・11月度オープニングテーマ                                                  |
| 2008年 | DOLL                       | 岩手めんこいテレビ『Break Point!』10月度エンディングテーマ                                       |
| 2008年 | DOLL                       | Sony Ericsson CFイメージソング                                                                   |
| 2008年 | DOLL                       | 『Music B.B.』11月度オープニングテーマ                                                           |
| 2009年 | SAKURAグッバイ             | フジテレビ系『めちゃ×2イケてるッ!』エンディングテーマ                                            |
| 2009年 | SAKURAグッバイ             | 『Music B.B.』3月度オープニングテーマ                                                            |
| 2009年 | 少女S                      | テレビ東京系アニメ『BLEACH』10thオープニングテーマ                                               |
| 2009年 | 少女S                      | ニンテンドーDS用ゲームソフト『BLEACH4th：フレイム・ブリンガー』オープニングテーマ                |
| 2009年 | 夢見るつばさ               | 日本テレビ系『音楽戦士 MUSIC FIGHTER』10月度オープニングテーマ                                   |
| 2009年 | BEAUTeen!!                 | 日本テレビ系27局ネット『ブカツの天使』2009年8-9月度テーマソング                                  |
| 2010年 | 瞬間センチメンタル         | 毎日放送・TBS系アニメ『鋼の錬金術師 FULLMETAL ALCHEMIST』4thエンディングテーマ                   |
| 2010年 | 太陽と君が描くSTORY        | TBS『夏サカス2010 赤坂ビッグバン』TEMPTATION MUSIC                                               |
| 2010年 | 太陽と君が描くSTORY        | 栃木県宇都宮市うつのみや花火大会実行委員会主催『うつのみや花火大会2010』テーマソング             |
| 2010年 | KOSHI-TANTAN               | 映画『ルー=ガルー』挿入歌                                                                        |
| 2010年 | Midnight Television        | 映画『ルー=ガルー』主題歌                                                                        |
| 2010年 | さよならMy Friend          | 映画『ルー=ガルー』エンディングテーマ                                                            |
| 2010年 | 涙のリグレット             | 奈良テレビ『高校野球奈良県大会中継』2010年度エンディングテーマ                                   |
| 2010年 | 涙のリグレット             | 『レコチョク』CMソング                                                                           |
| 2010年 | 涙のリグレット             | 九州朝日放送『ドォーモ』8月度エンディングテーマ                                                  |
| 2010年 | 涙のリグレット             | 長崎国際テレビ『AIR』8月度オープニングテーマ                                                     |
| 2011年 | Pride                      | 毎日放送・TBS系アニメ『STAR DRIVER 輝きのタクト』エンディングテーマ（第14話～第25話）            |
| 2011年 | CUTE!                      | SCANDAL×シナモン コラボレートソング                                                              |
| 2011年 | ハルカ                     | 映画『豆富小僧』主題歌                                                                           |
| 2011年 | サティスファクション       | 東日本震災復興支援大会「JBVツアー2011<ファイティングビーチバレー東京オープン>」テーマソング      |
| 2011年 | BURN                       | 映画『ラビット・ホラー3D』主題歌                                                                 |
| 2011年 | HARUKAZE                   | テレビ東京系アニメ『BLEACH』15thオープニングテーマ                                               |
| 2012年 | 太陽スキャンダラス         | 伊藤園『Stylee Sparkling』チャンス篇 CMソング                                                    |
| 2012年 | Welcome home               | 第16回「ＫＢＣ水と緑のキャンペーン」テーマソング                                                 |
| 2012年 | サティスファクション       | 日本マイクロソフト『Windows 8』CMソング                                                          |
| 2012年 | ハッピーコレクター         | 映画『今日、恋をはじめます』挿入歌                                                               |
| 2013年 | Kill the virgin            | 映画『デッド寿司』主題歌                                                                         |
| 2013年 | 会わないつもりの、元気でね | 映画『俺はまだ本気出してないだけ』主題歌                                                         |
| 2013年 | 会わないつもりの、元気でね | テレビ東京系『ロック兄弟』2013年5月度オープニングテーマ                                          |
| 2013年 | Brand new wave             | 伊藤園『Stylee Sparkling』チャンス篇 CMソング                                                    |
| 2013年 | 下弦の月                   | テレビ東京系『ロック兄弟』2013年8月度エンディングテーマ                                          |
| 2013年 | キミと未来と完全同期       | グランフロント大阪『ロボット・スキャンダル』プロジェクトコラボレートソング                       |
| 2013年 | Weather report             | ドラマ『スキャンダル 託された秘密』タイアップ                                                    |
| 2014年 | Runners high               | PS3用ゲームソフト『戦国BASARA4』エンディングテーマ                                               |
| 2014年 | Runners high               | 長崎国際テレビ『AIR』2月度オープニングテーマ                                                     |
| 2014年 | Rainy                      | 映画『シャドウハンター』イメージソング                                                           |
| 2014年 | Your song                  | 音楽番組『J-MELO』エンディングテーマ（2014年6～9月）                                             |
| 2014年 | 夜明けの流星群             | 映画『ポケモン・ザ・ムービー XY 破壊の繭とディアンシー』主題歌                                   |
| 2014年 | Image                      | BSフジ「ネスレカップ 国際女子サッカークラブ選手権2014」テーマソング                              |
| 2015年 | ちいさなほのお             | ドキュメンタリー映画「SCANDAL "Documentary film『HELLO WORLD』"」主題歌                          |
| 2016年 | Morning sun                | 映画『猫なんかよんでもこない。』主題歌                                                           |
| 2016年 | LOVE ME DO                 | ブルボン『フェットチーネグミ』CMソング                                                           |
| 2016年 | テイクミーアウト           | TBS「王様のブランチ」2016年7月度エンディングテーマ                                               |
| 2016年 | テイクミーアウト           | ABC-MART「2016夏靴祭り」CMソング                                                                 |
| 2017年 | 恋するユニバース           | ブルボン「ブルボン×SCANDAL」WebCMソング                                                          |
| 2018年 | エレクトリックガール       | NYLON JAPANプロデュース 「レブロン カラーステイ オーバータイム リップカラー」 スペシャルムービー |
| 2019年 | マスターピース             | STV『熱烈!ホットサンド!』2019年4月度エンディングテーマ                                           |
| 2019年 | Tonight                    | 近鉄パッセ「PASS'E BAZAR」CMソング                                                               |
| 2020年 | A.M.D.K.J.                 | フジテレビ系アニメ『ゲゲゲの鬼太郎』第6シリーズ8代目エンディングテーマ                           |
| 2020年 | Tonight                    | テレビ東京系ドラマ『来世ではちゃんとします』主題歌                                               |
| 2020年 | マスターピース             | ファッションワールド ニシムラ「フレッシャーズ レディース篇」CMソング                             |
| 2020年 | SPICE                      | XFLAGショートアニメ「XPICE」主題歌                                                               |
| 2021年 | one more time              | 富山テレビ『bbt music selection』11月度オープニングテーマ                                        |
| 2023年 | Line of sight              | ゲーム『機動戦士ガンダム アーセナルベース LINXTAGE』主題歌                                       |
| 2024年 | ファンファーレ             | テレビアニメ『HIGHSPEED Étoile』エンディングテーマ                                               |

## FEEDBACK（アパレルブランド）
2012年10月に、メンバーがプロデュースを手掛けるアパレルブランド「Feedback!」の設立を発表。2016年3月には渋谷に実店舗を開店したが、2020年8月末をもって閉店したため、現在はECサイトのみにて販売している。また、今後は期間限定のPOP UPストアを各地域に出店するなどの展開を予定している。2020年5月に新ブランドロゴを発表した際に、ブランド名の表記が「Feedback!」から「FEEDBACK」に変更された。
コラボレーション
タワーレコード（2017年）
atmos pink × Feedback! × FILA（2019年）
FEEDBACK BLACK COLLECTION by ZOZOTOWN（2024）

## SCANDALコピーバンド&ヴォーカリストコンテスト
SCANDALは2010年から2015年まで年1回、女子中高生のみ、または女子中高生が所属する男女混成バンド限定の『コピーバンド&ヴォーカリストコンテスト』を開催していた。最も優れたバンドに贈られる「グランプリ」のほかそれぞれのメンバーによる個人賞もある。過去に決勝進出したバンドのうちたんこぶちん、KANIKAPILAは後にメジャーデビューし、2015年の第6回大会では共演を果たしている。

## LIVE

### 単独公演
|          | 日程           | タイトル                                                            | 会場                                                   |
| -------- | -------------- | ------------------------------------------------------------------- | ------------------------------------------------------ |
| 2010年   | 6月14日        | 雨上がりの決戦 〜江戸編〜 「絶対に負けられない戦いがここにはある」  | SHIBUYA-AX                                             |
| 2010年   | 6月16日        | 雨上がりの決戦 〜浪速編〜 「絶対に負けられない戦いがここにはある」  | なんばHatch                                            |
| 2010年   | 8月1日         | SCANDAL Live in Hong Kong 2010                                      | HITEC Auditorium（香港）                               |
| 2010年   | 12月24日       | SCANDAL SPECIAL LIVE 「BEST★Xmas 2」                                | 恵比寿 The Garden Hall                                 |
| 2011年   | 12月22日       | SCANDAL SPECIAL LIVE 「BEST★Xmas 3」                                | なんばHatch                                            |
| 2012年   | 3月28日        | SCANDAL JAPAN TITLE MATCH LIVE 2012「SCANDAL vs BUDOKAN」           | 日本武道館                                             |
| 2012年   | 8月29日        | 「夏の終わりのスキャンダル 〜いつもより若干のしっとりさを添えて〜」 | 音霊 SEA STUDIO                                        |
| 2012年   | 12月1日        | SCANDAL SPECIAL LIVE IN MALAYSIA 2012                               | KL Live Concert Hall (マレーシア)                      |
| 2012年   | 12月23日       | SCANDAL SPECIAL LIVE 「BEST★Xmas 4」                                | 恵比寿 The Garden Hall                                 |
| 2013年   | 1月19日        | S(CANDAL) M(ANIA) SONIC 2013 -Hello,New Year-                       | 横浜BLITZ                                              |
| 2013年   | 3月3日         | SCANDAL OSAKA-JO HALL 2013「Wonderful Tonight」                     | 大阪城ホール                                           |
| 2013年   | 12月23日       | SCANDAL SPECIAL LIVE 「BEST★Xmas 5」                                | SHIBUYA-AX                                             |
| 2014年   | 6月22日        | SCANDAL ARENA LIVE 2014 「360°」                                    | 大阪城ホール                                           |
| 2015年   | 8月21日        | SCANDAL MANIA LIMITED LIVE 2015 「Q」                               | 赤坂BLITZ                                              |
| 2016年   | 8月21日        | SCANDAL 10th ANNIVERSARY FESTIVAL『2006-2016』                      | 泉大津フェニックス                                     |
| 2016年   | 10月23日       | BEST★HALLOWEEN                                                      | ユニバーサル・モンスター・ライブ・ロックンロールショー |
| 2016年   | 12月25日       | 帰ってきたBEST★Xmas                                                 | 豊洲PIT                                                |
| 2017年   | 12月24日       | BEST★Xmas 2017                                                      | 赤坂BLITZ                                              |
| 2018年   | 12月24日       | BEST★Xmas 2018                                                      | 赤坂BLITZ                                              |
| 2019年   | 12月24日       | BEST★Xmas 2019                                                      | マイナビBLITZ赤坂                                      |
| 2020年   | 12月24日       | SCANDAL『SEASONS』collaborated with NAKED                           | 豊洲PIT                                                |
| 2021年   | 8月21日        | SCANDAL 15th ANNIVERSARY LIVE『INVITATION』                         | 大阪城ホール                                           |
| 2021年   | 12月24日       | BEST★Xmas 2021                                                      | 豊洲PIT                                                |
| 2022年   | 12月24日       | BEST★Xmas 2022                                                      | 豊洲PIT                                                |
| 2023年   | 8月21日        | SCANDAL 17th ANNIVERSARY『世界一』                                  | なんばHatch                                            |
| 2023年   | 12月24日       | BEST★Xmas 2023                                                      | 豊洲PIT                                                |
| 2024年   |                |                                                                     |                                                        |
| 12月24日 | BEST★Xmas 2024 | 豊洲PIT                                                             |                                                        |

|        | 日程     | タイトル          | 会場                     |
| ------ | -------- | ----------------- | ------------------------ |
| 2010年 | 12月11日 | Vol.1             | 原宿アストロホール       |
| 2011年 | 3月21日  | Vol.2（昼夜公演） | ESPエンタテインメント    |
| 2011年 | 7月23日  | Vol.3（昼夜公演） | 名古屋 ell.FITSALL       |
| 2011年 | 11月2日  | Vol.4             | 札幌KRAPS HALL           |
| 2012年 | 5月23日  | Vol.5             | DRUM Be-1（福岡）        |
| 2012年 | 11月9日  | Vol.6             | 広島ナミキジャンクション |
| 2013年 | 6月12日  | Vol.7             | 仙台MACANA               |
| 2025年 | 3月20日  | Vol.8（昼夜公演） | 札幌cube garden          |

- 「もう...マニアなんだからっ| 」はファンクラブ限定イベント。
- これ以外にも多数のイベントに出演。

### 出演イベント
2008年
- 2008年4月29日 - NAONのYAON 2008
- 2008年8月1日・2日 - 2008第10回アニメコンベンション＆ゲームス香港 
- 2008年8月3日 - RE:SPECT LIVE overture
- 2008年8月9日 - TREASURE05X 2008 ～flash 1st day～
- 2008年11月2日 - MINAMI WHEEL 2008

2009年
- 2009年2月3日 - ミドリのクアトロ3本勝負 『女子、茫漠の空を見て、困惑、爆発。』
- 2009年5月16日 - FM802 & SPACE SHOWER TV presents SWEET LOVE SHOWER 2009 SPRING EXTRA-FREE
- 2009年7月4日 - Hot Stuff 30th Anniversary Special Live "out of our heads"
- 2009年8月2日 - お台場合衆国2009～フジがやらなきゃだれがやる!～ めざましライブ
- 2009年8月3日 - ACG Hong Kong 2009
- 2009年9月2日 - LIVE MUSIC ism MONTHLY LIVE #004
- 2009年0月14日 - 日本テレビ「がんばれ! ブカツの天使」第1回 サプライズLIVE 富山県 片山学園高校
- 2009年09月16日 - 日本テレビ「がんばれ! ブカツの天使」第2回 サプライズLIVE 山形県 山形学院高校
- 2009年9月24日 - 日本テレビ「がんばれ! ブカツの天使」第4回 サプライズLIVE 静岡県 城南静岡高校
- 2009年9月25日 - 日本テレビ「がんばれ! ブカツの天使」第5回 サプライズLIVE 山梨県 甲府湯田高校
- 2009年9月26日 - Think the water,Feel the music. LIVE for LOVE we support WaterAid
- 2009年11月1日 - MINAMI WHEEL 2009

2010年
- 2010年1月23日 - オンタマカーニバル 2010
- 2010年3月3日 - 爆ひな'10
- 2010年3月21日 - MUSIC CUBE 10
- 2010年4月18日 - ザンジバルナイト in 野音 2010
- 2010年5月15日・16日 - ANIMAX MUSIX SPRING 2010
- 2010年7月31日 - ACG Hong Kong 2010
- 2010年8月7日 - 夏サカス 2010 赤坂ビッグバン
- 2010年8月14日 - MTV ZUSHI FES 10 supported by RIVIERA
- 2010年10月10日 - 東京工科大学・日本工業学院八王子専門学校 "紅華祭"
- 2010年10月24日 - 第36回福山大学三蔵祭
- 2010年10月27日 - HALLOWEEN PARTY 2010
- 2010年11月3日 - ANIMAX MUSIX FALL 2010
- 2010年11月6日 - 大阪電気通信大学 大学祭
- 2010年11月14日 - Anime Festival Asia 2010
- 2010年11月20日 - 岐阜経済大学 岐経大祭

2011年
- 2011年1月29日 - au by KDDI presents オンタマカーニバル 2011
- 2011年2月12日 - アニうた KITAKYUSHU 2011
- 2011年2月27日 - ガールズフェスティバル 2011
- 2011年3月20日 - MUSIC CUBE 11
- 2011年7月22日 - お台場合衆国2011～ぼくらがNIPPON応援団!～めざましライブ2011
- 2011年7月30日 - GIRLS' FACTORY 11
- 2011年8月13日 - MTV ZUSHI FES 11 supported by RIVIERA
- 2011年9月24日 - 残響祭 7th Anniversary
- 2011年10月22日 - GIRLS' FACTORY LIVE 1022
- 2011年12月20日 - ガンバレ! 東北チャリティーLIVE～SUPER GIRLS BAND "MESSAGE"～

2012年
- 2012年1月29日 - au by KDDI presents オンタマカーニバル 2012
- 2012年2月26日 - 音霊 OTODAMA SNOW STUDIO 2011-2012 THE 3 WOMEN
- 2012年7月7日 - ESP学園 presents COLORS 2012
- 2012年7月13日 - TRICERATOPS 15TH ANNIVERSARY TOUR
- 2012年7月28日 - HIGHER GROUND 2012
- 2012年7月29日 - GIRLS' FACTORY 12
- 2012年8月8日 - FNSうたの夏まつり
- 2012年8月10日 - MTV ZUSHI FES 12 supported by RIVIERA
- 2012年8月12日 - a-nation musicweek GIRLS ROCK FACTORY 12
- 2012年9月1日 - SOUND MARINA '12
- 2012年9月15日 - イナズマロックフェス 2012
- 2012年9月18日 - FLOW THE PARTY 2012「対バンTHE MAX!!!」
- 2012年9月23日 - HARAJUKU KAWAii!! FES 2012
- 2012年11月11日 - ハッピーMusic LIVE 2012

2013年
- 2013年4月21日 - KAWAii!! MATSURi
- 2013年4月29日 - NAONのYAON 2013
- 2013年5月5日 - 2013ひろしまフラワーフェスティバル
- 2013年7月13日 - RollingStone presents THE ROCK FACTORY Vol.4
- 2013年8月4日 - ROCK IN JAPAN FESTIVAL 2013
- 2013年8月7日 - a-nation island GIRLS' FACTORY 13
- 2013年8月10日・11日 - SUMMER SONIC 2013
- 2013年8月13日 - お台場合衆国2013めざましライブ
- 2013年9月1日 - SOUND MARINA '13
- 2013年9月8日 - RADIO BERRY ベリテンライブ2013 Special
- 2013年9月13日 - テリー伊藤のライブやろうぜ!現状打破!
- 2013年9月14日 - 氣志團万博2013 ～房総爆音梁山泊～
- 2013年9月21日 - イナズマロックフェス 2013
- 2013年9月29日 - JAPAN CIRCUIT vol.52 WEST ～山崎死闘編～
- 2013年12月28日 - FM802 ROCK FESTIVAL RADIO CRAZY 2013
- 2013年12月29日 - COUNTDOWN JAPAN 13/14

2014年
- 2014年1月24日 - EX THEATER OPENING SERIES 2014 NEW YEAR PREMIUM"GO LIVE VOL.1″
- 2014年6月1日 - ホノルル駅伝&音楽フェス 2014
- 2014年7月21日 - お台場新大陸2014 めざましライブ
- 2014年7月24日 - オフィス男闘呼塾エンターテインメントPresents 氣志團現象2014
- 2014年7月26日 - NUMBER SHOT 2014
- 2014年8月3日 - Pentaport Rock Festival 2014
- 2014年8月10日 - ROCK IN JAPAN FESTIVAL 2014
- 2014年8月18日 - a-nation island GIRLS' FACTORY 14 Day1
- 2014年8月19日 - LIVE BURGER SPECIAL vol.4
- 2014年8月21日 - 音霊 OTODAMA SEA STUDIO 2014 夏の終わりのスキャンダル～音霊10周年に尊敬(リスペクト)を添えて～
- 2014年10月12日 - uP!!!presents MBS音祭2014 Final Party
- 2014年10月24日 - 北陸学院大学 2014年栄光祭
- 2014年10月25日 - 藤田保健衛生大学 学園祭2014
- 2014年11月1日 - 佛教大学 第48回 鷹陵祭
- 2014年11月2日 - 岡山大学津島キャンパス 津島祭
- 2014年11月8日 - ミュージックドラゴン LIVE 2014
- 2014年12月27日 - FM802 ROCK FESTIVAL RADIO CRAZY 2014
- 2014年12月30日 - COUNTDOWN JAPAN 14/15

2015年
- 2015年6月11日 - LOVE in Action Meeting
- 2015年7月19日 - バンドやろうよ!! Vol.6
- 2015年8月1日 - ROCK IN JAPAN FESTIVAL 2015
- 2015年8月8日 - SDD LIVE SUMMER EDITION
- 2015年8月13日 - J-WAVE ROCKS!
- 2015年8月23日 - WORLD HAPPINESS 2015
- 2015年8月29日 - ロックロックこんにちは!Ver.19 ～The ジュークBOX～
- 2015年8月30日 - FREEDOM aozora 2015 淡路島
- 2015年9月26日 - 風とロック芋煮会2015 KAZETOROCK IMONY LAND
- 2015年10月7日 - ジョシおん!～大好き東北ガールズライブ～
- 2015年10月21日 - SCANDAL / androp at TIMM
- 2015年10月24日 - GirlsAward 2015 AUTUMN / WINTER
- 2015年12月31日 - COUNTDOWN JAPAN 15/16

2016年
- 2016年10月22日 - テレビ朝日ドリームフェスティバル2016
- 2016年10月28日 - 日テレ HALLOWEEN LIVE 2016

2017年
- 2017年9月3日 - 秋田CARAVAN MUSIC FES 2017
- 2017年9月17日 - 氣志團万博 2017 〜房総与太郎爆音マシマシロックンロールチョモランマ〜
- 2017年10月1日 - マグロック2017
- 2017年10月14日 - ORANGE RANGE presents “テレビズナイト017”
- 2017年11月2日 - SUPER SHIBUYA EXPO LIVE Powered by mixi, Inc.
- 2017年11月3日 - BKワンダーランド2017
- 2017年11月5日 - コヤブソニック2017
- 2017年12月20日 - 毎日がクリスマス 10TH ANNIVERSARY!
- 2017年12月23日 - MERRY ROCK PARADE 2017
- 2017年12月28日 - RADIO CRAZY 2017
- 2017年12月29日 - COUNTDOWN JAPAN 17/18

2018年
- 2018年5月4日 - JAPAN JAM 2018
- 2018年6月2日 - 百万石音楽祭〜ミリオンロックフェスティバル〜2018
- 2018年10月8日 - THE GREAT SATSUMANIAN HESTIVAL 2018

2019年
- 2019年3月16日 - ビクターロック祭り2019
- 2019年4月27日 - ARABAKI ROCK FEST 19
- 2019年8月10日 - ROCK IN JAPAN FESTIVAL 2019
- 2019年8月18日 - SUMMER SONIC 2019
- 2019年9月7日 - TREASURE05X HERE WE GO AGAIN! 2019
- 2019年9月16日 - コヤブソニック2019
- 2019年10月5日 - 大阪芸術文化フェス 2019 DREAM LIVE FM802×SCANDAL -SPECIAL STAGE-
- 2019年10月14日　- テレビ朝日ドリームフェスティバル2019
- 2019年11月29日 - C3AFA Singapore 2019
- 2019年12月26日 - RADIO CRAZY 2019
- 2019年12月31日 - COUNTDOWN JAPAN 19/20

2020年
- 2020年3月29日 - 聴志動感

2021年
- 2021年5月4日 JAPAN JAM 2021
- 2021年6月26日 - DEAD POP FESTiVAL 2021
- 2021年7月3日・4日 - 24 HOUR TikTok LIVE 2021
- 2021年8月15日 - FUNDAY PARK FESTIVAL 2021
- 2021年9月4日 - J-WAVE BORN TOMORROW 〜 #音楽を止めるな 〜
- 2021年10月7日 - GRIOTTO

2022年
- 2022年5月7日 - JAPAN JAM 2022
- 2022年8月18日 - サンクリ夏休み '22
- 2022年10月15日 - 大阪城夢祭 LIVE GUMBO PARK SPECIAL LIVE
- 2022年12月17日 - MERRY ROCK PARADE 2022
- 2022年12月28日 - RADIO CRAZY 2022
- 2022年12月29日 - COUNTDOWN JAPAN 22/23

2023年
- 2023年6月4日 - 百万石音楽祭2023～ミリオンロックフェスティバル～
- 2023年6月10日 - TOKYO ISLAND 2023
- 2023年7月2日 - GOOOOOON!
- 2023年7月16日 - ANIME FRIENDS 2023（ブラジル・サンパウロ DISTRITO ANHEMBI）
- 2023年9月25日 - KAKOGAWA MUSIC FES 2023 re:START
- 2023年11月3日 - Billboard JAPAN Women In Music vol.1 Supported by CASIO
- 2023年11月3日 - H2 Energy Festival
- 2023年11月8日 - GRIOTTO
- 2023年11月12日 - 麦ノ秋音楽祭
- 2023年11月19日 - OSAKA DREAM LIVE 2023-autumn-

2024年
- 2024年5月26日 - 森、道、市場2024
- 2024年6月30日 - FLOW THE FESTIVAL 2024
- 2024年7月13日 - LuckyFes'24
- 2024年8月4日 - ROCK IN JAPAN FESTIVAL 2024
- 2024年10月4日 - 聴志動感 2024 〜umeda TRAD Last Season〜
- 2024年10月6日 - THE ORAL CIGARETTES "PARASITE DEJAVU 2024 -2DAYS OPEN AIR SHOW in IZUMIOTSU PHOENIX-"
- 2024年10月12日 - TOKYO ISLAND 2024
- 2024年10月13日 - UNI9UE PARK’24
- 2024年10月26日 - 麦ノ秋音楽祭 2024
- 2024年11月9日 - Rhythmic Toy World Presents「玩具大戦 2024」
- 2024年11月29日 - 山本彩×ライブナタリー Zepp TOUR「SYnergy」
- 2024年11月30日 - ビクターロック祭り2024

2025年
- 2025年2月10日 - 「802 Jungle Attack」Vol.4
- 2025年2月11日 - LustQueen presents「Stairway to Queen vol.3」
- 2025年4月20日 - KAKOGAWA MUSIC FES 2025
- 2025年5月24日 - HAKUBA ヤッホー！ FESTIVAL 2025
- 2025年7月5日 - ANIME FRIENDS 2025（ブラジル・サンパウロ DISTRITO ANHEMBI）

## 出演

### ラジオ
- スキャノミクス（2013年4月2日 - 、TOKYO FM、毎週火曜日21:20 - 21:40）※2015年4月以降は休止中
- Catch up （2020年3月9日 - 、TOKYO FM、毎週月曜日21:00配信）

#### 過去のレギュラー番組
- SCANDALのド〜ン。（文化放送、2008年10月2日 - 2009年9月、毎週木曜日21:30 - 22:00）
- E-Tracks Selection-ただ今! SCANDALです- （FM大阪、2010年7月13日 - 12月28日、隔週の火曜日21:00-21:30）
- RADIO SESSIONS （JFN系列、2009年4月 - 2012年3月） - 月の3週目がレギュラー「SCANDAL 胸騒ぎのAFTER SCHOOL」
- SESSION! ～SCANDAL EDITION～（Date FM、2023年4月7日 - 6月30日）※3ヶ月限定レギュラー[60]。

### インターネット
- SCANDALサミット vol.1（2009年10月22日）vol.2（2010年2月3日）vol.3（2010年6月1日） vol.4（2010年8月24日）
- ニコニコ生放送『ミュージックボンバー』
- ニコニコ生放送『SCANDAL 緊急会議!』（2011年4月6日）
- ニコニコ生放送『SCANDALサミット in ニコ生』（2011年4月20日）
- ニコニコ生放送『独占!アルバム全曲先行視聴会♪SCANDALのパジャマパーティー☆★』（2011年7月29日）
- BESTアルバム『SCANDAL SHOW』発売記念特番『SCANDALサミット IN AmebaStudio』（2012年3月6日）
- ニコニコ生放送『SCANDALサミット 『太陽スキャンダラス』リリース記念! "アーモンドクラッシュ"vs"どぼんどぼんど"』（2012年7月11日）

### CM
- ブルボン「フェットチーネグミ」（2016年2月26日 - ）[31]

## 書籍
- GIRLS BE SCANDALOUS!（2011年10月20日、エンターブレイン）[61] ISBN 978-4-04-727655-0
- スタイルブック『It’s me RINA』（SCANDAL RINA 名義、2016年7月15日、主婦の友社）[62] ISBN 978-4-07-416261-1

### バンドスコア・インタビュー
- SCANDAL『BEST★SCANDAL』 ★BAND SCORE★（2009年11月26日、ヤマハミュージックメディア）ISBN 978-4-636-84975-2
- 『TEMPTATION BOOK』SCANDAL（2010年9月16日、ヤマハミュージックメディア）ISBN 978-4-636-85972-0
- BAND SCORE SCANDAL『TEMPTATION BOX』+「スキャンダルなんかブッ飛ばせ」（2010年12月27日、ソニー・マガジンズ）ISBN 978-4-7897-3465-3
- BAND SCORE SCANDAL 『BABY ACTION』（2011年8月11日、ヤマハミュージックメディア）ISBN 978-4-636-87480-8
- BAND SCORE SCANDAL 『SCANDAL SHOW』（2012年3月20日、ヤマハミュージックメディア）ISBN 978-4-636-88560-6
- SCANDAL『Queens are Trumps』バンドスコア（2012年9月27日、ヤマハミュージックメディア）ISBN 978-4-636-89176-8
- SCANDAL『ENCORE SHOW』バンドスコア（2013年2月6日、ヤマハミュージックメディア）ISBN 978-4-636-89538-4
- SCANDAL『STANDARD』バンドスコア（2013年10月14日、ヤマハミュージックメディア）ISBN 978-4-636-90140-5
- SCANDAL『HELLO WORLD』バンドスコア（2015年2月1日、ヤマハミュージックメディア）ISBN 978-4-636-91123-7
- バンドスコア『YELLOW』（2016年3月26日、ヤマハミュージックメディア）ISBN 978-4-636-92907-2
- バンドスコア『SCANDAL』～Disc 1～（2017年2月18日、ヤマハミュージックメディア）ISBN 978-4-636-94420-4
- バンドスコア『SCANDAL』～Disc 2～（2017年2月18日、ヤマハミュージックメディア）ISBN 978-4-636-94421-1
- バンドスコア SCANDAL『HONEY』（2018年3月26日、ヤマハミュージックメディア）ISBN 978-4-636-95346-6

### 雑誌連載
- CD&DLでーた（毎月14日発売、2009年1月号 - 、角川マガジンズ） - 「GIRLS BE SCANDALOUS!」
- KERA（毎月16日発売、2010年5月号 - 、インデックス・コミュニケーションズ） - 「SCANDALのガチンコ青春GRAFFITI」
- Go!Go! GUITAR（毎月27日発売、2010年6月号 - 、ヤマハミュージックメディア） - SCANDAL MAMI の「ROCK STUDY GO!!」

他

## 受賞歴・記録
- 第51回 輝く!日本レコード大賞新人賞[63]
- ギネス世界記録「同一メンバーによる最長活動ロックバンド（女性）」認定（2023年8月）

## 他者が採用している曲
- 女子プロレスラー岡優里佳が入場曲に「瞬間センチメンタル」を使用